# Sikory (powiat legionowski)
Sikory – wieś sołecka w Polsce położona w województwie mazowieckim, w powiecie legionowskim, w gminie Wieliszew.
W latach 1975–1998 miejscowość należała administracyjnie do województwa warszawskiego.
Wieś została założona z inicjatywy mieszkańców osiedla Wieliszew Sikory. Bezpośredni dostęp do Narwi, las i jezioro "Klucz", sprawiają, że w szybkim tempie na terenie Sikor powstało wiele działek wypoczynkowych dla mieszkańców gminy Wieliszew i Warszawy.
Wierni Kościoła rzymskokatolickiego należą do parafii św. Jana Marii Vianneya w Skrzeszewie.